# Droits LGBT au Ghana

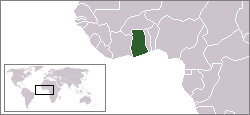
Localisation du Ghana.

Les personnes lesbiennes, gays, bisexuelles et transgenres (LGBT) au Ghana font face à des difficultés légales que ne connaissent pas les résidents non-LGBT.

## Législation sur l'homosexualité

### Loi contre les relations entre personnes de même sexe
Une loi datant de la période coloniale prohibe les relations entre personnes de même sexe. Elle n'est cependant pas appliquée. 
En juillet 2024, la Cour suprême rejette une demande d'examen de la loi soumise par le juriste Prince Obiri-Korang.
Selon un sondage réalisé en 2014 par le groupe de recherche Afrobarometer, 90 % des Ghanéens soutiennent la criminalisation des relations entre personnes LGBT.

### Proposition de loi contre la défense des droits LGBT de 2021
En 2021, des députés de l'opposition déposent une proposition de loi afin de criminaliser la défense des droits LGBT. TV5 Monde explique : « Elle institue une obligation de dénoncer "des suspects", la promotion des thérapies de conversion ou encore l’imposition de peines de prison plus lourdes pour condamner l'homosexualité ». En novembre 2023, la Conférence des évêques catholiques du Ghana déclare être en faveur de la loi proposée en 2021.
Le parlement commence l'examen de la loi le 9 décembre 2023. Lors de l'examen en février 2024, un amendement remplaçant la peine de prison par d'autres peines telles que des séances de thérapies a été rejeté.
La loi est adoptée à l'unanimité par le parlement le 28 février 2024, criminalisant le fait de défendre les droits LGBT+ de 3 à 5 ans de prison, et le fait d'être impliqué dans des activités homosexuelles de 6 mois à 3 ans de prison,. La loi doit encore être promulguée par le président avant d'entrer en vigueur, qui a indiqué attendre à la suite d'une contestation portée devant la Cour suprême ainsi que l'avis du ministère des Finances vis-à-vis de l'impact économique de la loi. À la suite du délai de promulgation de la loi, le parlement décide le 20 mars 2024 de bloquer la nomination d'une vingtaine de nouveaux ministres afin de pousser le président à signer la loi. Le 17 juillet 2024, la Cour suprême ajourne l'examen du texte sans indiquer de date ultérieure pour sa reprise. Les recours contre la loi sont rejetés en décembre 2024.
En mai 2024, une polémique éclate au lycée français international Jacques-Prévert d'Accra vis à vis de la pièce de théâtre Le Journal de grosse patate, des parents remettant en cause son adéquation avec la loi nouvellement votée.

## Tableau récapitulatif
| Dépénalisation de l’homosexualité                                                   | Non |
| Majorité sexuelle identique à celle des hétérosexuels                               | Non |
| Interdiction des discours de haine contre les LGBT                                  | Non |
| Interdiction de la discrimination liée à l'orientation sexuelle à l'embauche        | Non |
| Interdiction de la discrimination liée à l'identité de genre dans tous les domaines | Non |
| Mariage civil ou partenariat civil                                                  | Non |
| Adoption conjointe dans les couples de personnes de même sexe                       | Non |
| Adoption par les personnes homosexuelles célibataires                               | Non |
| Droit pour les gays de servir dans l’armée                                          | Non |
| Droit de changer légalement de genre (après stérilisation)                          | Non |
| Gestation pour autrui pour les gays                                                 | Non |
| Accès aux FIV pour les lesbiennes                                                   | Non |
| Autorisation du don de sang pour les HSH                                            | Non |